# Экафф, Рой
Рой Клэкстон Экафф (англ. Roy Claxton Acuff; 15 сентября 1903, Теннесси — 23 ноября 1992, Нашвилл, Теннесси) — американский автор-исполнитель и скрипач, прозванный «королём» или «дедушкой музыки кантри». В 1987 году был награждён почётной «Грэмми» за жизненные достижения (Grammy Lifetime Achievement Award). В 1991 году был награждён National Medal of Arts.
Экафф был особо популярен в довоенные годы и во время Второй мировой войны. С 1938 года регулярно выступал на Grand Ole Opry. Именно он первым выпустил синглом (в 1938 году) ставшую впоследствии знаменитой мелодию «The House of the Rising Sun».
Народная музыка Аппалачей, которая составляла основную часть музыкального фона Акаффа, оказала большое влияние на кантри. Это один из немногих региональных стилей старинной музыки, который после Второй мировой войны широко практикуют во всех регионах США (а также в Канаде, Европе, Австралии и других странах). В некоторых случаях (например, на Среднем Западе и Северо-Востоке США) его популярность затмила коренные старинные традиции этих регионов. Особенно высока концентрация исполнителей, исполняющих народную музыку Аппалачей, на восточном и западном побережьях (особенно в Нью-Йорке, Лос-Анджелесе, Сан-Франциско и на северо-западе Тихого океана). Аппалачская старинная музыка стала основой жанра Роя Акаффа.
В 1944 и 1948 годы неудачно баллотировался на пост губернатора Теннесси от республиканцев. Экафф владел правами на песни многих звёзд кантри-музыки, включая Хэнка Уильямса, который сам начинал с исполнения экаффовского репертуара.